# 毛里休卡多苏博士镇
毛里休卡多苏博士镇是巴西南大河州的一个市镇。总面积256.323平方公里，总人口5494人，人口密度21.4人/平方公里。